# Laub (Prichsenstadt)
Laub este un sat cu 291 loc (2005). Aparține de orașul Prichsenstadt din districtul rural Kitzingen, regiunea Unterfranken, landul Bavaria, Germania. De aici provine Theodor Stauder, cel care a înființat Fabrica de bere Jacob Stauder din Essen, Germania.

## Date geografice
Laub este amplasat la șoseaua B22 între râul Main și regiunea Steigerwald; prin sat curge râul Schwarzach, un afluent al Mainului.

## Istoric
Localitatea este pentru prima oară amintită în anul 1230. Numele Laub provine de la Loube din germana veche (în traducere pădure de foioase). În anul 1306 episcopul Andreas von Gundelfingen a dăruit localitatea mănăstirii Abtei Münsterschwarzach, iar în anul 1393 satul a intrat în posesia familiei bogate von Teufel din orașul Würzburg. Apoi, în 1340, a trecut în proprietatea Spitalului Sfântul Duh din Würzburg și a rămas în proprietatea acestuia până la începutul secolului al XIX-lea. La vizitarea satului se poate vedea statuia din gresie Lauber Madonna (Madona din Laub) care datează din secolul al XII-lea, biserica catolică clădită în stil gotic St. Nikolaus (1590) și Capela Sfânta Treime (1736).